# One the Woman
One the Woman (원 더 우먼?, Won deo u-meonLR) è una serie televisiva sudcoreana trasmessa su SBS TV dal 17 settembre al 6 novembre 2021.